# Symplectoscyphus tuba
Symplectoscyphus tuba är en nässeldjursart som beskrevs av Totton 1930. Symplectoscyphus tuba ingår i släktet Symplectoscyphus och familjen Sertulariidae. Inga underarter finns listade i Catalogue of Life.